# Liră din Guernsey

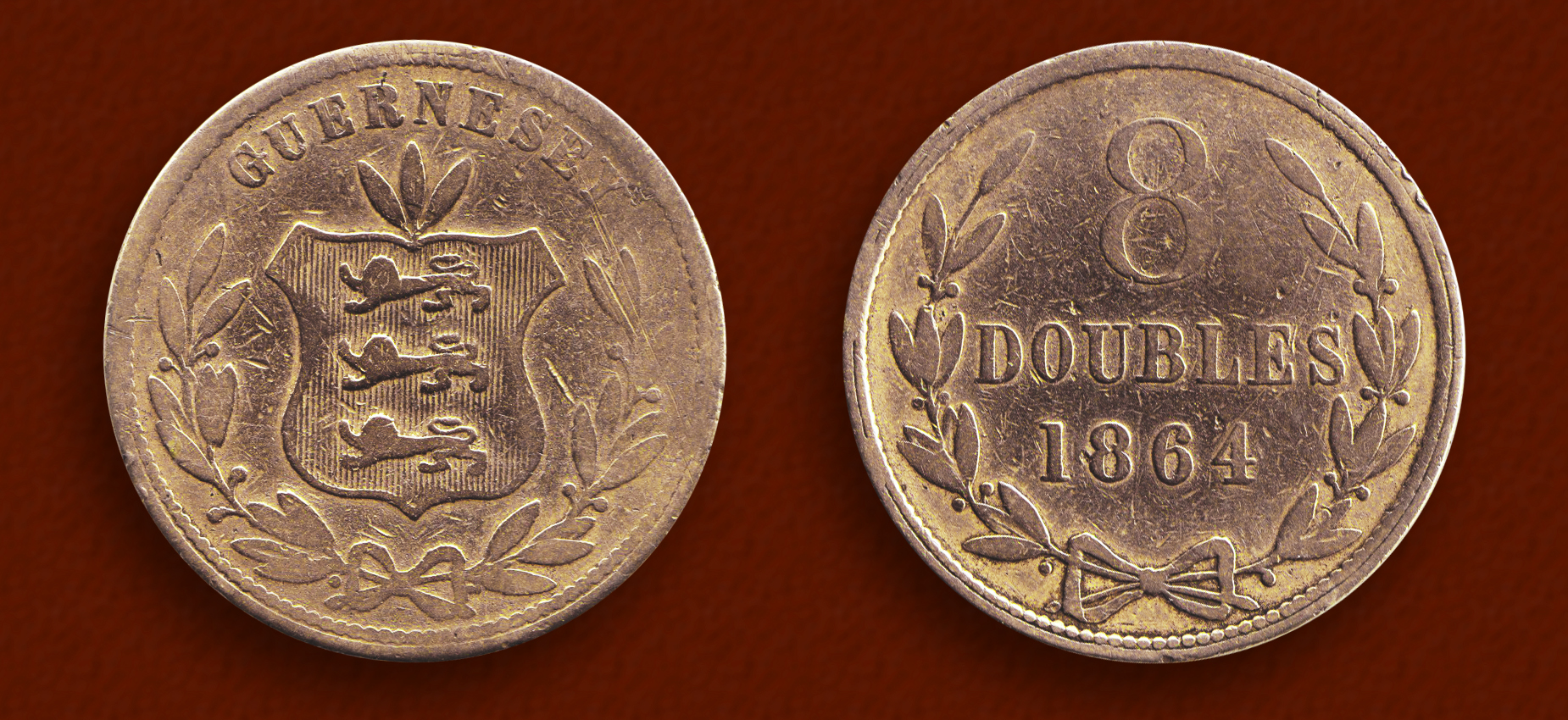
monedă Guernesey în valoare de 8 duble

Lira din Guernsey (în engleză Guernsey pound sau, simplu, pound; în franceză Livre de Guernesey sau, simplu, livre; în normanda din Guernsey louis d'Dgèrnési sau, simplu, louis) este, împreună cu lira sterlină, unitatea monetară principală a domeniului (în engleză: bailiwick, iar în franceză: bailliage) Guernsey din 1921. Este emisă de Treasury and Resources Department, States of Guernsey.

## Istoric
Până la începutul secolului al XIX-lea, Guernsey utiliza îndeosebi moneda franceză. Aceasta avea curs legal până în 1834, cu franci francezi utilizați până în 1921.
În 1830, Guernsey a început producția de monede de cupru denumite „double”. 1 double valora 1/80 dintr-un franc francez. Numele „double” derivă din sintagma franceză „double denier”. Monedele au fost emise cu valori nominale de 1, 2, 4 și 8 doubles. Moneda de 8 doubles era o „centimă de Guernsey”, cu douăsprezece centime aveai un „șiling de Guernsey” (cu valoarea de 1,2 franci). Totodată, acest șiling nu era egal cu șilingul britanic (cu valoarea de 1,26 franci, rata de schimb potrivit normelor respective ale aurului era 25,22 franci = 1 liră). 
Statul Guernsey a emis bancnote în lire, începând din 1927. În 1848, o ordonanță a fost adoptată pentru fixarea parității monedei din Guernsey care trebuia să fie legală la o valoare de £ 1 1s 3d (2040 doubles). Această ordonanță a fost anulată doi ani mai târziu, iar moneda franceză a continuat să circule.
În 1870, piesele britanice au fost declarate ca monede având curs legal, cu circulația șilingilor britanici la 12 ½  pence din Gurnsey.
În 1914, noi bancnote au apărut, dintre care cu denumiri în șilingi de Guernsey și în franci.
După Primul Război Mondial, valoarea francului a început să scadă în raport cu lira sterlină. Statul Guernsey a adoptat lira din Guernsey egală cu lira sterlină, în 1921.